# Srby (ort i Tjeckien, lat 49,54, long 12,87)
Srby är en ort i Tjeckien.   Den ligger i regionen Plzeň, i den västra delen av landet, 130 km sydväst om huvudstaden Prag. Srby ligger 388 meter över havet och antalet invånare är 386.
Terrängen runt Srby är huvudsakligen platt, men åt sydväst är den kuperad. Srby ligger nere i en dal.Runt Srby är det tätbefolkat, med 369 invånare per kvadratkilometer. Närmaste större samhälle är Horšovský Týn, 5,5 km öster om Srby. Trakten runt Srby består till största delen av jordbruksmark.